# Fun (banda)
Fun (estilizado como fun.) foi um grupo musical estadunidense de pop rock formado por Nate Ruess (vocais e guitarra), Jack Antonoff (guitarra) e Andrew Dost (teclados). A banda surgiu na cidade de Nova Iorque em 2008 e foi criada por Nate Ruess, originalmente da banda Format. Com a dissolução de sua banda, Ruess deixara seu estado natal, Arizona, para desenvolver sua carreira artística na cidade de Nova Iorque, onde, ao recrutar Andrew Dost, tecladista da banda Anathallo, e Jack Antonoff, guitarrista da banda Steel Train, formou o Fun.
Em 2009, lançaram seu primeiro álbum de estúdio, gravado em agosto de 2008 e produzido por Steven McDonald, com arranjos de Roger Joseph Manning. O primeiro single publicado pela banda foi "At Least I'm Not As Sad (As I Used To Be)" disponível para download grátis. A banda anunciou em sua página no Facebook que se atingisse 30 milhões de fãs até o dia 1° de Dezembro, um single promocional de natal, "Believe In Me", seria disponibilizado para download. Esse objetivo foi alcançado 3 dias depois do anúncio, e logo em seguida a música foi disponibilizada gratuitamente.
Em fevereiro de 2010, os integrantes da banda Fun. ajudaram o grupo Jack's Mannequin em sua turnê, assim como a banda Vedera.

## Membros
- Nate Ruess – vocal e guitarra (2008–15)
- Jack Antonoff – guitarra, (2008–15)
- Andrew Dost – teclados,  (2008–15)

## Discografia
Álbuns de estúdio
- 2009: Aim and Ignite
- 2012: Some Nights